# Isotopes de l'étain
L'étain (Sn, numéro atomique 50) possède 39 isotopes connus, de nombre de masse variant de 99 à 137, et 32 isomères nucléaires. Parmi eux, 10 sont stables, ce qui fait de l'étain l'élément comportant le plus d'isotopes stables, suivi par le xénon. Les isotopes stables sont ceux de masse 112, 114 à 120, 122 et 124, 120Sn étant les plus abondants (presque un tiers de l'étain existant) et 115Sn le moins abondant (0,34 %).
Les isotopes possédant un nombre de masse pair n'ont pas de spin nucléaire, ceux avec un nombre impair ont un spin de +1/2. Ainsi, avec trois isotopes communs possédant un spin, 115Sn, 117Sn et 119Sn, l'étain est l'un des éléments les plus faciles à détecter et à analyser par spectroscopie RMN, ses déplacements chimiques étant référencés vis-à-vis de SnMe4,.
Le grand nombre d'isotopes stables de l'étain est souvent attribué au fait qu'il possède 50 protons, un nombre magique en physique nucléaire.
L'étain possède 29 radioisotopes, incluant l'étain 100 (100Sn), l'un des rares isotopes « doublement magique » (nombre magique de protons et de neutrons), découvert en 1994, et l'étain 132 (132Sn). Le radioisotope à plus longue demi-vie est 126Sn avec 230 000 ans. Tous les autres isotopes ont une demi-vie inférieure à un an.

## Isotopes notables

### Étain naturel
Sur les dix isotopes stables constituant l'étain naturel, trois sont potentiellement radioactifs (112Sn, 122Sn et 124Sn), mais aucune désintégration n'a pour l'instant été observée. Les isotopes stables sont ceux de masse 112, 114 à 120, 122 et 124, 120Sn étant le plus abondant (presque un tiers de l'étain existant) et 115Sn le moins abondant.
| Isotope | Abondance (pourcentage molaire) |
| ------- | ------------------------------- |
| 112Sn   | 0,97 (1) %                      |
| 114Sn   | 0,66 (1) %                      |
| 115Sn   | 0,34 (1) %                      |
| 116Sn   | 14,54 (9) %                     |
| 117Sn   | 7,68 (7) %                      |
| 118Sn   | 24,22 (9) %                     |
| 119Sn   | 8,59 (4) %                      |
| 120Sn   | 32,58 (9) %                     |
| 122Sn   | 4,63 (3) %                      |
| 124Sn   | 5,79 (5) %                      |

### Étain 100
L'étain 100 (100Sn) est l'isotope de l'étain dont le noyau est constitué de 50 protons et de 50 neutrons, avec un spin 0+ pour une masse atomique de 99,938 g/mol. Il est caractérisé par un excès de masse de −57 150 ± 240 keV et une énergie de liaison nucléaire de 8 251,6 ± 2,4 keV. Il est particulier pour deux raisons :
- il est constitué d'un nombre magique à la fois de protons et de neutrons (il est doublement magique) ;
- il compte de surcroît autant de neutrons que de protons, ce qui le rend déficitaire en neutrons pour un atome de cette taille, et instable avec une demi-vie de 1,1 s.

### Étain 121m
L'étain 121m est un radioisotope et isomère nucléaire de l'étain avec une demi-vie de 43,9 années.
Dans un réacteur à neutrons thermiques normal, il a un très faible rendement de produit de fission ; ainsi, cet isotope n'est pas un déchet nucléaire principal. Une fission rapide ou une fission d'un actinide lourd produira 121mSn avec un plus haut rendement. Par exemple, son rendement à partir d'235U est de 0,0007 % par fission thermique et de 0,002 % par fission rapide.

### Étain 126
|       | Thermique     | Rapide          | 14 MeV      |
| ----- | ------------- | --------------- | ----------- |
| 232Th | non-fissile   | 0,0481 ± 0,0077 | 0,87 ± 0,20 |
| 233U  | 0,224 ± 0,018 | 0,278 ± 0,022   | 1,92 ± 0,31 |
| 235U  | 0,056 ± 0,004 | 0,0137 ± 0,001  | 1,70 ± 0,14 |
| 238U  | non-fissile   | 0,054 ± 0,004   | 1,31 ± 0,21 |
| 239Pu | 0,199 ± 0,016 | 0,26 ± 0,02     | 2,02 ± 0,22 |
| 241Pu | 0,082 ± 0,019 | 0,22 ± 0,03     | ?           |

L'étain 126 (126Sn) est le radioisotope de l'étain dont le noyau est constitué de 50 protons et de 76 neutrons. C'est l'un des sept produits de fission à vie longue. Quand l'étain 126, avec une demi-vie de 230 000 années, évolue vers une phase à faible activité massique, ce qui limite sa nuisance radioactive, son produit de désintégration à vie courte, l'antimoine 126, se met à émettre des rayons gamma à haute énergie, ce qui rend l'exposition à l'étain 126 un problème potentiel.
126Sn est au milieu de la gamme de masse des produits de fission. Les réacteurs thermiques, qui constituent l'immense majorité des réacteurs nucléaires actuels, le produisent à très bas rendement (0,056 % à partir de 235U), car les neutrons lents provoquent presque toujours la fission d'235U ou de 239Pu en deux parties non-égales. Les fissions rapides dans les réacteurs à neutrons rapides ou les armes nucléaires, ou la fission de quelques actinides mineurs, tels que le californium, le produisent à plus haut rendement.

## Table des isotopes
| Symbole de l'isotope | Z (p)                | N (n)                | Masse isotopique (u) | Demi-vie                  | Mode(s) de désintégration, | Isotope(s)-fils | Spin nucléaire   |
| Symbole de l'isotope | Énergie d'excitation | Énergie d'excitation | Énergie d'excitation | Demi-vie                  | Mode(s) de désintégration, | Isotope(s)-fils | Spin nucléaire   |
| -------------------- | -------------------- | -------------------- | -------------------- | ------------------------- | -------------------------- | --------------- | ---------------- |
| 99Sn                 | 50                   | 49                   | 98,94933(64)#        | 5# ms                     |                            |                 | 9/2+#            |
| 100Sn                | 50                   | 50                   | 99,93904(76)         | 1,1(4) s [0,94(+54-27) s] | β+ (83 %)                  | 100In           | 0+               |
| 100Sn                | 50                   | 50                   | 99,93904(76)         | 1,1(4) s [0,94(+54-27) s] | β+, p (17 %)               | 99Cd            | 0+               |
| 101Sn                | 50                   | 51                   | 100,93606(32)#       | 3(1) s                    | β+                         | 101In           | 5/2+#            |
| 101Sn                | 50                   | 51                   | 100,93606(32)#       | 3(1) s                    | β+, p (rare)               | 100Cd           | 5/2+#            |
| 102Sn                | 50                   | 52                   | 101,93030(14)        | 4,5(7) s                  | β+                         | 102In           | 0+               |
| 102Sn                | 50                   | 52                   | 101,93030(14)        | 4,5(7) s                  | β+, p (rare)               | 101Cd           | 0+               |
| 102mSn               | 2017(2) keV          | 2017(2) keV          | 2017(2) keV          | 720(220) ns               |                            |                 | (6+)             |
| 103Sn                | 50                   | 53                   | 102,92810(32)#       | 7,0(6) s                  | β+                         | 103In           | 5/2+#            |
| 103Sn                | 50                   | 53                   | 102,92810(32)#       | 7,0(6) s                  | β+, p (rare)               | 102Cd           | 5/2+#            |
| 104Sn                | 50                   | 54                   | 103,92314(11)        | 20,8(5) s                 | β+                         | 104In           | 0+               |
| 105Sn                | 50                   | 55                   | 104,92135(9)         | 34(1) s                   | β+                         | 105In           | (5/2+)           |
| 105Sn                | 50                   | 55                   | 104,92135(9)         | 34(1) s                   | β+, p (rare)               | 105Cd           | (5/2+)           |
| 106Sn                | 50                   | 56                   | 105,91688(5)         | 115(5) s                  | β+                         | 106In           | 0+               |
| 107Sn                | 50                   | 57                   | 106,91564(9)         | 2,90(5) min               | β+                         | 107In           | (5/2+)           |
| 108Sn                | 50                   | 58                   | 107,911925(21)       | 10,30(8) min              | β+                         | 108In           | 0+               |
| 109Sn                | 50                   | 59                   | 108,911283(11)       | 18,0(2) min               | β+                         | 109In           | 5/2(+)           |
| 110Sn                | 50                   | 60                   | 109,907843(15)       | 4,11(10) h                | CE                         | 110In           | 0+               |
| 111Sn                | 50                   | 61                   | 110,907734(7)        | 35,3(6) min               | β+                         | 111In           | 7/2+             |
| 111mSn               | 254,72(8) keV        | 254,72(8) keV        | 254,72(8) keV        | 12,5(10) µs               |                            |                 | 1/2+             |
| 112Sn                | 50                   | 62                   | 111,904818(5)        | Observé stable            | Observé stable             | Observé stable  | 0+               |
| 113Sn                | 50                   | 63                   | 112,905171(4)        | 115,09(3) j               | β+                         | 113In           | 1/2+             |
| 113mSn               | 77,386(19) keV       | 77,386(19) keV       | 77,386(19) keV       | 21,4(4) min               | TI (91,1 %)                | 113Sn           | 7/2+             |
| 113mSn               | 77,386(19) keV       | 77,386(19) keV       | 77,386(19) keV       | 21,4(4) min               | β+ (8,9 %)                 | 113In           | 7/2+             |
| 114Sn                | 50                   | 64                   | 113,902779(3)        | Stable                    | Stable                     | Stable          | 0+               |
| 114mSn               | 3087,37(7) keV       | 3087,37(7) keV       | 3087,37(7) keV       | 733(14) ns                |                            |                 | 7-               |
| 115Sn                | 50                   | 65                   | 114,903342(3)        | Stable                    | Stable                     | Stable          | 1/2+             |
| 115m1Sn              | 612,81(4) keV        | 612,81(4) keV        | 612,81(4) keV        | 3,26(8) µs                |                            |                 | 7/2+             |
| 115m2Sn              | 713,64(12) keV       | 713,64(12) keV       | 713,64(12) keV       | 159(1) µs                 |                            |                 | 11/2-            |
| 116Sn                | 50                   | 66                   | 115,901741(3)        | Stable                    | Stable                     | Stable          | 0+               |
| 117Sn                | 50                   | 67                   | 116,902952(3)        | Stable                    | Stable                     | Stable          | 1/2+             |
| 117m1Sn              | 314,58(4) keV        | 314,58(4) keV        | 314,58(4) keV        | 13,76(4) j                | TI                         | 117Sn           | 11/2-            |
| 117m2Sn              | 2406,4(4) keV        | 2406,4(4) keV        | 2406,4(4) keV        | 1,75(7) µs                |                            |                 | (19/2+)          |
| 118Sn                | 50                   | 68                   | 117,901603(3)        | Stable                    | Stable                     | Stable          | 0+               |
| 119Sn                | 50                   | 69                   | 118,903308(3)        | Stable                    | Stable                     | Stable          | 1/2+             |
| 119m1Sn              | 89,531(13) keV       | 89,531(13) keV       | 89,531(13) keV       | 293,1(7) j                | TI                         | 119Sn           | 11/2-            |
| 119m2Sn              | 2127,0(10) keV       | 2127,0(10) keV       | 2127,0(10) keV       | 9,6(12) µs                |                            |                 | (19/2+)          |
| 120Sn                | 50                   | 70                   | 119,9021947(27)      | Stable                    | Stable                     | Stable          | 0+               |
| 120m1Sn              | 2481,63(6) keV       | 2481,63(6) keV       | 2481,63(6) keV       | 11,8(5) µs                |                            |                 | (7-)             |
| 120m2Sn              | 2902,22(22) keV      | 2902,22(22) keV      | 2902,22(22) keV      | 6,26(11) µs               |                            |                 | (10+)#           |
| 121Sn                | 50                   | 71                   | 120,9042355(27)      | 27,03(4) h                | β−                         | 121Sb           | 3/2+             |
| 121m1Sn              | 6,30(6) keV          | 6,30(6) keV          | 6,30(6) keV          | 43,9(5) a                 | TI (77,6 %)                | 121Sn           | 11/2-            |
| 121m1Sn              | 6,30(6) keV          | 6,30(6) keV          | 6,30(6) keV          | 43,9(5) a                 | β− (22,4 %)                | 121Sb           | 11/2-            |
| 121m2Sn              | 1998,8(9) keV        | 1998,8(9) keV        | 1998,8(9) keV        | 5,3(5) µs                 |                            |                 | (19/2+)#         |
| 121m3Sn              | 2834,6(18) keV       | 2834,6(18) keV       | 2834,6(18) keV       | 0,167(25) µs              |                            |                 | (27/2-)          |
| 122Sn                | 50                   | 72                   | 121,9034390(29)      | Observé stable            | Observé stable             | Observé stable  | 0+               |
| 123Sn                | 50                   | 73                   | 122,9057208(29)      | 129,2(4) j                | β−                         | 123Sb           | 11/2-            |
| 123m1Sn              | 24,6(4) keV          | 24,6(4) keV          | 24,6(4) keV          | 40,06(1) min              | β−                         | 123Sb           | 3/2+             |
| 123m2Sn              | 1945,0(10) keV       | 1945,0(10) keV       | 1945,0(10) keV       | 7,4(26) µs                |                            |                 | (19/2+)          |
| 123m3Sn              | 2153,0(12) keV       | 2153,0(12) keV       | 2153,0(12) keV       | 6 µs                      |                            |                 | (23/2+)          |
| 123m4Sn              | 2713,0(14) keV       | 2713,0(14) keV       | 2713,0(14) keV       | 34 µs                     |                            |                 | (27/2-)          |
| 124Sn                | 50                   | 74                   | 123,9052739(15)      | Observé Stable            | Observé Stable             | Observé Stable  | 0+               |
| 124m1Sn              | 2204,622(23) keV     | 2204,622(23) keV     | 2204,622(23) keV     | 0,27(6) µs                |                            |                 | 5-               |
| 124m2Sn              | 2325,01(4) keV       | 2325,01(4) keV       | 2325,01(4) keV       | 3,1(5) µs                 |                            |                 | 7-               |
| 124m3Sn              | 2656,6(5) keV        | 2656,6(5) keV        | 2656,6(5) keV        | 45(5) µs                  |                            |                 | (10+)#           |
| 125Sn                | 50                   | 75                   | 124,9077841(16)      | 9,64(3) j                 | β−                         | 125Sb           | 11/2-            |
| 125mSn               | 27,50(14) keV        | 27,50(14) keV        | 27,50(14) keV        | 9,52(5) min               |                            |                 | 3/2+             |
| 126Sn                | 50                   | 76                   | 125,907653(11)       | 2,30(14)×105 a            | β− (66,5 %)                | 126m2Sb         | 0+               |
| 126Sn                | 50                   | 76                   | 125,907653(11)       | 2,30(14)×105 a            | β− (33,5 %)                | 126m1Sb         | 0+               |
| 126m1Sn              | 2218,99(8) keV       | 2218,99(8) keV       | 2218,99(8) keV       | 6,6(14) µs                |                            |                 | 7-               |
| 126m2Sn              | 2564,5(5) keV        | 2564,5(5) keV        | 2564,5(5) keV        | 7,7(5) µs                 |                            |                 | (10+)#           |
| 127Sn                | 50                   | 77                   | 126,910360(26)       | 2,10(4) h                 | β−                         | 127Sb           | (11/2-)          |
| 127mSn               | 4,7(3) keV           | 4,7(3) keV           | 4,7(3) keV           | 4,13(3) min               | β−                         | 127Sb           | (3/2+)           |
| 128Sn                | 50                   | 78                   | 127,910537(29)       | 59,07(14) min             | β−                         | 128Sb           | 0+               |
| 128mSn               | 2091,50(11) keV      | 2091,50(11) keV      | 2091,50(11) keV      | 6,5(5) s                  | TI                         | 128Sn           | (7-)             |
| 129Sn                | 50                   | 79                   | 128,91348(3)         | 2,23(4) min               | β−                         | 129Sb           | (3/2+)#          |
| 129mSn               | 35,2(3) keV          | 35,2(3) keV          | 35,2(3) keV          | 6,9(1) min                | β− (99,99 %)               | 129Sb           | (11/2-)#         |
| 129mSn               | 35,2(3) keV          | 35,2(3) keV          | 35,2(3) keV          | 6,9(1) min                | TI (0,002 %)               | 129Sn           | (11/2-)#         |
| 130Sn                | 50                   | 80                   | 129,913967(11)       | 3,72(7) min               | β−                         | 130Sb           | 0+               |
| 130m1Sn              | 1946,88(10) keV      | 1946,88(10) keV      | 1946,88(10) keV      | 1,7(1) min                | β−                         | 130Sb           | (7-)#            |
| 130m2Sn              | 2434,79(12) keV      | 2434,79(12) keV      | 2434,79(12) keV      | 1,61(15) µs               |                            |                 | (10+)            |
| 131Sn                | 50                   | 81                   | 130,917000(23)       | 56,0(5) s                 | β−                         | 131Sb           | (3/2+)           |
| 131m1Sn              | 80(30)# keV          | 80(30)# keV          | 80(30)# keV          | 58,4(5) s                 | β− (99,99 %)               | 131Sb           | (11/2-)          |
| 131m1Sn              | 80(30)# keV          | 80(30)# keV          | 80(30)# keV          | 58,4(5) s                 | TI (0,0004 %)              | 131Sn           | (11/2-)          |
| 131m2Sn              | 4846,7(9) keV        | 4846,7(9) keV        | 4846,7(9) keV        | 300(20) ns                |                            |                 | (19/2- to 23/2-) |
| 132Sn                | 50                   | 82                   | 131,917816(15)       | 39,7(8) s                 | β−                         | 132Sb           | 0+               |
| 133Sn                | 50                   | 83                   | 132,92383(4)         | 1,45(3) s                 | β− (99,97 %)               | 133Sb           | (7/2-)#          |
| 133Sn                | 50                   | 83                   | 132,92383(4)         | 1,45(3) s                 | β−, n (0,0294 %)           | 132Sb           | (7/2-)#          |
| 134Sn                | 50                   | 84                   | 133,92829(11)        | 1,050(11) s               | β− (83 %)                  | 134Sb           | 0+               |
| 134Sn                | 50                   | 84                   | 133,92829(11)        | 1,050(11) s               | β−, n (17 %)               | 133Sb           | 0+               |
| 135Sn                | 50                   | 85                   | 134,93473(43)#       | 530(20) ms                | β−                         | 135Sb           | (7/2-)           |
| 135Sn                | 50                   | 85                   | 134,93473(43)#       | 530(20) ms                | β−, n                      | 134Sb           | (7/2-)           |
| 136Sn                | 50                   | 86                   | 135,93934(54)#       | 0,25(3) s                 | β−                         | 136Sb           | 0+               |
| 136Sn                | 50                   | 86                   | 135,93934(54)#       | 0,25(3) s                 | β−, n                      | 135Sb           | 0+               |
| 137Sn                | 50                   | 87                   | 136,94599(64)#       | 190(60) ms                | β−                         | 137Sb           | 5/2-#            |

1. ↑  Abréviations :
CE : capture électronique ;
TI : transition isomérique.
2. ↑  Isotopes stables en gras.
3. ↑  Plus lourd isotope connu avec plus de protons que de neutrons.
4. ↑  Plus lourd isotope connu avec autant de protons que de neutrons.
5. ↑  Il aurait un halo à un neutron autour d'un cœur de 100Sn.
6. ↑  On pense qu'il se désintègre par β+β+ en 112Cd.
7. 1 2 3 4 5 6 7  Théoriquement capable de fission spontanée.
8. 1 2 3 4 5  Produit de fission.
9. ↑  On pense qu'il subit une désintégration β−β− en 122Te.
10. ↑  On pense qu'il subit une désintégration β−β− en  124Te avec une demi-vie supérieure à 1017 années.
11. ↑  Produit de fission à vie longue.

### Remarques
- Il existe des échantillons géologiques exceptionnels  dont la composition isotopique est en dehors de l'échelle donnée. L'incertitude sur la masse atomique de tels spécimens peut excéder les valeurs données.
- Les valeurs marquées # ne sont pas purement dérivées des données expérimentales, mais aussi au moins en partie à partir des tendances systématiques. Les spins avec des arguments d'affectation faibles sont entre parenthèses.
- Les incertitudes sont données de façon concise entre parenthèses après la décimale correspondante. Les valeurs d'incertitude dénotent un écart-type, à l'exception de la composition isotopique et de la masse atomique standard de l'IUPAC qui utilisent incertitudes élargies.